# Jean Van den Bosch (wielrenner)
Jean Van den Bosch (Brussel, 5 augustus 1898 - Sint-Jans-Molenbeek, 1 juli 1981) was een Belgisch wielrenner. 
Deze Brusselaar reed zowel op de weg als op de velodroom. In 1922 behaalde hij de 1e plaats op het Belgisch kampioenschap in het velodroom van Hoei. Op de Olympische Spelen van 1924 in Parijs behaalde hij 2 medailles: een bronzen en een zilveren, beide in de wielrennerij.